# 趙紫諾
趙紫諾（英語： Sabrina Chiu Chi Lok；2008年9月2日—），香港古典鋼琴家、女歌手，擅長歌唱及鋼琴演奏，是2022年香港無綫電視歌唱選秀節目《聲夢傳奇2》季軍。現為無綫電視經理人合約藝員。

## 早年生活
趙紫諾出生於香港嘉諾撒醫院，長期在香港生活和讀書，幼稚園就讀於香港新加坡國際學校，小學就讀於哈羅香港國際學校，Year 6 開始就讀香港德瑞國際學校至今。 
四到八歲期間，因父母工作原因，曾兩次短暫插班於英國NORD ANGLIA 教育集團位於廣州的英國學校。趙紫諾能操多種語言，包括英語、普通話、德語、法語、粵語。 
有報道指她早年舉家移居英國，但她曾在個人微博否認相關傳聞。

## 演藝事業

### 2008年—2020年：
趙紫諾自幼年起已在中國內地廣告中演出，共參與四十多個廣告，其中與格力電器合作較多，分別與成龍及格力電器董事長董明珠一起拍過旗下不同的廣告。2018年亦曾與格力開發的人工智能樂隊進行歌唱表演。
鋼琴方面，趙紫諾於4歲開始學琴，曾師從多位名家；7歲曾獲邀到中央電視台節目《快乐琴童》演奏自己改編的樂曲《梦幻星空》；9歲考獲英國皇家音樂學院鋼琴專業演奏DipABRSM文憑（俗稱演奏級）；曾連同郎朗、李雲迪同台演奏；10歲曾舉辦個人演奏會；12歲考獲專業演奏LRSM高級文憑。
歌唱方面，趙紫諾曾在中央電視台兒童節目《童声唱》中演唱。

### 2021年至今：參加《聲夢傳奇2》

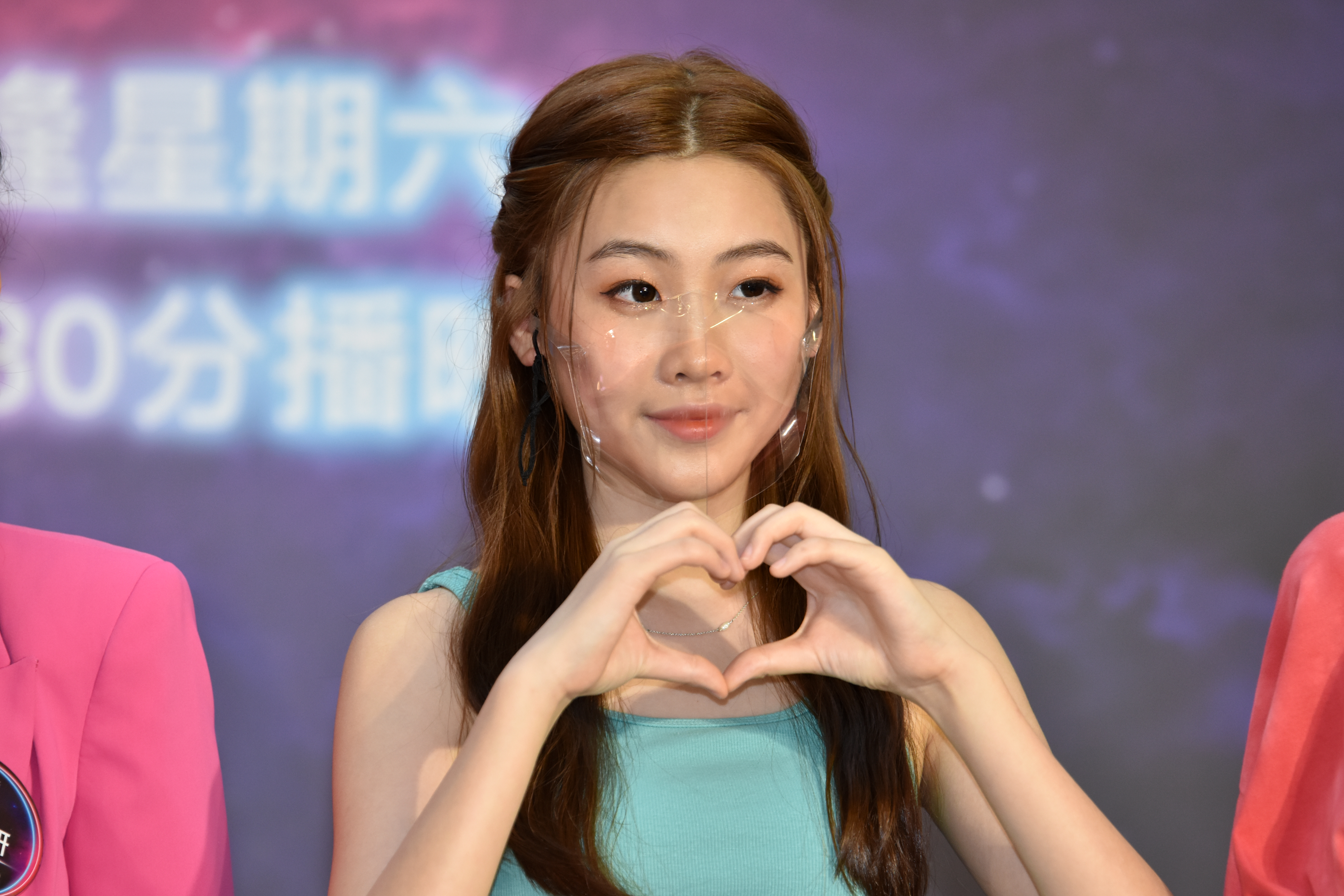
2022年7月10日，於皇室堡出席《聲夢傳奇2》粉絲見面會活動

2022年，趙紫諾以13歲之齡在香港參加無綫電視歌唱選秀節目《聲夢傳奇2》。趙紫諾獲導師林奕匡選中入組並加入紅隊，並憑於比賽初期演唱高難度國語作品《說散就散》（陳詠桐原唱）獲得注目，上載至Youtube的演唱片段登上熱門影片三甲，並成為節目首支破百萬點擊率的歌曲。最終趙紫諾於總決賽中專業評審最高分，但觀眾投票排名第三，按照賽制50/100專業評審 ，50/100觀眾投票後，排名第三，獲得季軍，她的決賽曲目《我要我們在一起》三週後衝破百萬點擊率。
2022年11月1日，一眾《聲夢傳奇2》參賽者於旺角麥花臣場館舉行《聲夢傳奇2「Prom Night」》演唱會，是趙紫諾於香港地區參與之首次公開售票演唱會。
2022年11月19日，趙紫諾出席TVB 55週年台慶晚會《萬千星輝賀台慶》，演唱歌曲《Beautiful》，是她首次出席大型電視台的台慶節目。
2022年12月3日，在歡樂滿東華大型慈善活動上趙紫諾與譚詠麟及其他聲夢成員打頭陣，開場演唱表演，獲得100萬善款贊助，合唱歌曲《星球本色》。
2023年1月8日，出席《萬千星輝頒獎典禮2022》，與聲夢傳奇2學員任暟晴及黃洛妍一同現身行紅地氈。
2023年1月22日，大年初一參與直播節目《喜氣洋洋玉兔賀新歲》，並與聲夢傳奇2學員任暟晴及黃洛妍一同合唱《祝福你》、《你最紅》、《紅噹噹飛吻》以及《迎春花》等賀年歌。
2023年3月11日,參與《博愛歡樂傳萬家 2023》，與黃洛妍、詹天文、任暟晴、打頭陣合唱《Chandelier》，以及與多位歌手分成紅藍兩組，唱出多首張國榮及梅艷芳的經典金曲Medley。
2023年6月3日，參加香港明愛籌款活動「步中情-2023工銀亞汌明愛慈善步行」。
2023年11月19日，出席《萬千星輝賀台慶》同詹天文（Windy）一起演唱廣東歌《相信一切是最好的安排》，同聲夢學員一起合唱歌曲《初心》《青春頌》，在大抽獎中贏得25.9萬名車。
2024年3月3日，播出《中年好聲音2》第24集，與參賽者沈宗賢合唱《一眼瞬間》，幫助沈宗賢奪得89分。
2024年6月7號，出席香港德瑞國際學校慈善演出（GSIS GALA），為學校校園重建籌款。
2024年7月6日，出席香港大型慈善直播《明愛暖萬心 2024》，和歌手林奕匡合唱兩首歌曲《一雙手》《有了你世界更美》，為病患籌款。
2024年8月30日，在施坦威鋼琴公益系列活動中，她在廣州大劇院舉辦名為「愛與和平」的鋼琴獨奏會，她希望用音樂表達對戰爭中兒童深切的關愛之情，更呼籲社會各界伸出援助之手， 共同維護世界和平。並且她倡導發起大灣區優秀學生音樂人，在深圳、廣州、珠海，香港和澳門，舉辦一系列音樂公益活動，透過音樂帶給社會更多的正能量，影響越來越多的優秀青少年，成長為 一個對社會有擔當的人。 （页面存档备份，存于）
2024年9月15日，和闊別香港小姐舞台超過20年的葉蒨文（莎莉）應邀擔任表演嘉賓，其他新一代歌手包括《聲夢傳奇2》代表黃洛妍、劉詠彤、趙頌宜、《校園好聲音—唱響中國》冠軍洪心怡、女團XiX成員楊秉頤、繆昀希及良玳瑩同台合作，在20位全女班舞蹈員配合下，演唱《千個太陽》、《一樣的月亮》、《Can't Take My Eyes Off You》及《瀟灑走一回》。
2024年10月2日，參與《香港同胞慶祝中華人民共和國成立75周年文藝晚會》，與冼靖峰、何晉樂、黃洛妍等合唱《灣區是故鄉》。

## 比賽歷程

### 《聲夢傳奇2》
- 第3集起分數取決於25位評判給予的燈數，即滿分為25分。

| 集數 | 播出日期       | 演唱歌曲                                                         | 合唱者                                      | 備註                                                            |
| ---- | -------------- | ---------------------------------------------------------------- | ------------------------------------------- | --------------------------------------------------------------- |
| 1    | 2022年6月11日  | 《Traitor》／Olivia Rodrigo                                      | 不適用                                      |                                                                 |
| 2    | 2022年6月18日  | 《Poker Face》／Lady Gaga                                        | 蕭呈謙、任暟晴、劉芷君@XiX                  | 獲導師林奕匡選中入組                                            |
| 3    | 2022年6月25日  | 《說散就散》／陳詠桐                                             | 不適用                                      | 以23盞綠燈成為全集最高分，晉級                                  |
| 7    | 2022年7月30日  | 《人質》／張惠妹                                                 | 不適用                                      | 以紅隊隊員名義參賽，以8:17落敗隊際賽並晉級                      |
| 9    | 2022年8月13日  | 《天才與白痴》／許冠傑（加入Mark Ronson《Uptown Funk》元素改編） | XiX、陳晉軒、 文佐匡、彭家賢（跳唱）        | 以紅隊隊員名義參與演唱會模式開場環節打鼓部分，以15:10勝出隊際賽 |
| 10   | 2022年8月27日  | 《舞孃》／蔡依林                                                 | 鍾柔美                                      | 以紅隊隊員名義參與演唱會模式嘉賓環節，以9:16落敗隊際賽          |
| 10   | 2022年8月27日  | 《We Will Rock You》、 《We Are The Champions》／皇后樂隊        | 陳晉軒、彭家賢、任暟晴、江廷慧、XiX、文佐匡 | 以紅隊隊員名義參與演唱會模式encore環節，以8:17落敗隊際賽並晉級  |
| 11   | 2022年9月3日   | 《先哭為敬》／鄭欣宜                                             | 李幸倪                                      | 以紅隊隊員名義參賽，以13:12勝出隊際賽並晉級                     |
| 13   | 2022年9月17日  | 《Rolling In The Deep》／Adele                                   | 不適用                                      | 以25:0勝出並晉身五強                                            |
| 15   | 2022年10月2日  | 《我要我們在一起》／范曉萱                                       | 不適用                                      | 以22分成為比賽季軍                                              |
| 17   | 2022年11月12日 | 《Roar》／Katy Perry                                             | 不適用                                      |                                                                 |

## 音樂作品

### 單曲
| 推出日期 | 曲目             | 作曲                                             | 填詞                                               | 編曲                                             | 監製   | 備註                                            |
| 2022年   |                  |                                                  |                                                    |                                                  |        |                                                 |
| 6月18日  | 《我超越我》     | 張馳豪                                           | 張馳豪、林君蓮、何晉樂、冼靖峰、楊熙 Rap詞：張馳豪 | 戴偉                                             | 劉易昇 | 《聲夢傳奇2》主題曲 與《聲夢傳奇2》全體學員合唱 |
| 9月24日  | 《Hat Trick》    | Michael James Down／Will Taylor／Primoz Poglajen | 林寶                                               | Michael James Down／Will Taylor／Primoz Poglajen | 周錫漢 | 與《聲夢傳奇》第一、二季學員合唱                |
| 12月17日 | 《Stars of Joy》 | 侯雋熙                                           | 彭家賢                                             | 劉易昇                                           | 劉易昇 | 與全體《聲夢傳奇2》學員合唱                     |

### 派台歌曲成績
| 派台歌曲成績（五台） | 派台歌曲成績（五台） | 派台歌曲成績（五台） | 派台歌曲成績（五台） | 派台歌曲成績（五台） | 派台歌曲成績（五台） | 派台歌曲成績（五台） | 派台歌曲成績（五台）                                 |
| -------------------- | -------------------- | -------------------- | -------------------- | -------------------- | -------------------- | -------------------- | ---------------------------------------------------- |
| 唱片                 | 歌曲                 | 903                  | RTHK                 | 997                  | TVB                  | ViuTV                | 備註                                                 |
| 2022年               |                      |                      |                      |                      |                      |                      |                                                      |
|                      | Hat Trick            | -                    | -                    | -                    | 1                    | ×                    | 首支冠軍歌 與《聲夢傳奇》及《聲夢傳奇2》全體學員合唱 |

| 各台冠軍歌總數 | 各台冠軍歌總數 | 各台冠軍歌總數 | 各台冠軍歌總數 | 各台冠軍歌總數 | 各台冠軍歌總數    |
| -------------- | -------------- | -------------- | -------------- | -------------- | ----------------- |
| 903            | RTHK           | 997            | TVB            | ViuTV          | 備註              |
| 0              | 0              | 0              | 1              | 0              | 五台冠軍歌總數：1 |

- （*）仍在榜上
- （-）未能上榜
- （×）沒有派往該台

## 演出作品

### 綜藝節目（無綫電視）
| 首播   | 日期              | 節目名    | 備註             |
| 2022年 | 6月11日－11月12日 | 聲夢傳奇2 | 紅隊參賽者、季軍 |

### 商場、戶外活動及演出
| 年份   | 日期    | 活動名稱                            | 地點               | 內容                                         |
| 2022年 | 7月10日 | 《大家樂呈獻：聲夢傳奇2》粉絲見面會 | 銅鑼灣皇室堡       | 演唱歌曲《說散就散》。                       |
| 2022年 | 8月7日  | 《聲夢傳奇2》紅+藍演鬥會            | 鑽石山荷里活廣場   | 演唱歌曲《Traitor》。 （页面存档备份，存于） |
| 2022年 | 8月20日 | 《Gimme LiVe Music Shows》          | 尖沙咀Mira Place 1 | 演唱歌曲《Always Remember Us This Way》。    |

## 演唱會

### 非個人音樂會
| 日期          | 演唱會名稱                    | 場數                           | 場地           | 主辦單位                  | 備註                    |
| 2022年11月1日 | 聲夢傳奇2「PROM NIGHT」演唱會 | 1（原為2場，但因颱風關係取消） | 旺角麥花臣場館 | TVB Music Group、愛爆音樂 | 《聲夢傳奇2》畢業演唱會 |

## 獎項及提名
| 年份   | 比賽                                        | 獎項   | 作品                          | 結果 |
| 2022年 | 聲夢傳奇2                                   | 不適用 | 不適用                        | 季軍 |
| 2024年 | 紐約時報「One-Pager Challenge」學界寫作比賽 |        | Tears of Gaza（譯：加沙之淚） | 亞軍 |

## 外部連結
- 趙紫諾的Instagram帳戶
- 趙紫諾的新浪微博